# Chiesa di Santo Spirito (Siena)
La chiesa di Santo Spirito a Siena si trova in piazza Santo Spirito.

## Storia
Fondata nel XIV secolo, appartenne prima ai monaci benedettini silvestrini e quindi ai monaci benedettini vallombrosani. Intorno alla metà del XV secolo passò ai frati domenicani che provvidero a ricostruirla quasi completamente tra il 1498 e il 1530, conferendogli le forme attuali. nel 1848 il convento fu soppresso e trasformato in carcere fino ad essere ritrasformato in chiesa dalla diocesi di Siena.

## Descrizione
La chiesa ha l'esterno in cotto, con una facciata a capanna impreziosita dal bel portale rinascimentale attribuito a Baldassarre Peruzzi e datato 1519. L'interno rinascimentale ha una navata unica da cui si aprono lateralmente numerose cappelle, quattro per lato. Il transetto è poco sporgente mentre è presente un coro profondo con abside. La cupola è dotata di tamburo ed è attribuita a Giacomo Cozzarelli (1508).
Nell'interno sono presenti numerose opere d'arte. Di particolare rilievo sono, nella cappella degli Spagnoli che è la prima cappella a destra, gli affreschi del 1530 di Giovanni Antonio Bazzi detto il Sodoma, quali il San Jacopo di Compostela che sconfigge i mori. Nella stessa cappella è presente un raro presepio in terracotta dipinta di Ambrogio della Robbia (1504), figlio del ben più famoso Andrea Della Robbia. Nella seconda cappella di destra è presente una statua lignea dipinta di San Vincenzo Ferrer di Giacomo Cozzarelli. Nella terza cappella era presente l'Incoronazione della Vergine di Domenico Beccafumi, oggi spostata nella Pinacoteca nazionale di Siena. Oggi vi è collocata la seicentesca tela di Deifebo Burbarini con il Beato Bernardo Tolomei davanti alla Croce.
Nella prima cappella di sinistra l'Assunta tra i santi Francesco e Caterina da Siena attribuita a Giacomo Pacchiarotti (1509) e nella seconda cappella è presente la statua lignea di Santa Caterina da Siena, forse del Cozzarelli. Nella terza cappella l'Incoronazione di Maria di Girolamo del Pacchia (1512) è affiancata da due statue in terracotta raffiguranti la Maddalena e San Girolamo dell'inizio del Cinquecento ed attribuite a Giacomo Cozzarelli. Nella stessa cappella troviamo una Croce dipinta da Luca di Tommè (seconda metà del XIV secolo).
Nel transetto destro è la pala con il Miracolo di san Giacinto di Francesco Vanni (ante 1596), circondata da vivaci affreschi del fratellastro Ventura Salimbeni con san Giacinto che restituisce al vista ad un fanciullo (a sinistra) e San Giacinto che cammina sulle acque (a destra). Nel transetto sinistro è la pala seicentesca di Astolfo Petrazzi con la Madonna e Santi.
Sui pilastri ai lati dell'altare maggiore sono San Domenico, Santa Caterina d'Alessandria, San Bernardino e Santa Caterina da Siena di Rutilio Manetti e, nel catino absidale, la Pentecoste di Giuseppe Nicola Nasini.
Nella sacrestia, ricavata dall'antico chiostro, si trova un bell'affresco del 1516 opera di Fra Paolino da Pistoia.

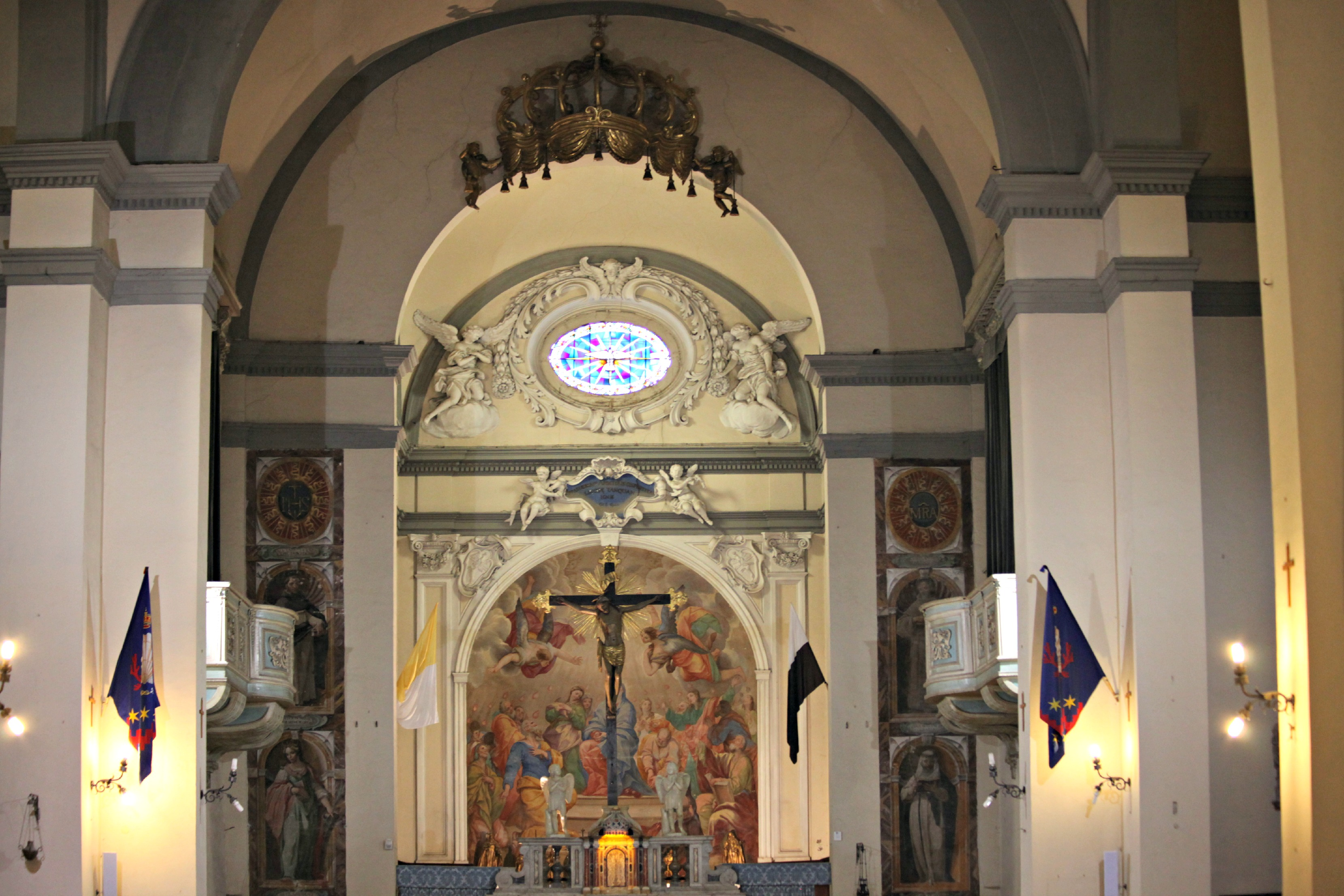
Interno della chiesa di Santo Spirito

## Opere già in Santo Spirito
- Domenico Beccafumi, Sposalizio mistico di santa Caterina da Siena, oggi a palazzo Chigi-Saracini
- Domenico Beccafumi, Incoronazione della Vergine, oggi nella Pinacoteca nazionale di Siena.
- Piero di Francesco degli Orioli, Visitazione (1496), oggi nella Pinacoteca nazionale di Siena.
- Girolamo del Pacchia, Annunciazione e Visitazione (1518), oggi nella Pinacoteca nazionale di Siena.